# Svøbeteknik
Svøbeteknik er en gammel håndværksteknik til fremstilling af buede smågenstande af tynd finer eller bark. Den er også kendt som svepteknik (låneord fra svensk).
Med svøbeteknik kan man fx fremstille tejner, shakerbokse eller barkæsker, hvor det tynde og let bøjelige materiale formes i runde buer, altså bliver svøbt. Der er en fællesmængde, hvor det fremstillede ud over at være lavet med svøbeteknik også hører under spånsløjd, men kun når spånerne er formet i rundbuestil ved svøbeteknik. Svøbeteknik forbindes mest med ovale beholdere.

## Andre betydninger
Grundbetydningen af at svøbe er at omvikle noget, især med et blødt, bøjeligt materiale. Derudover findes det gamle navneord en svøbe om en pisk med kort skaft og lang snor (piskesnert), der let vikler sig omkring det, der bliver slået efter. Heraf følger at svøbeteknik kan have flere betydninger.
- Svepteknik inden for husflid og sløjd, tidligere også i håndværk, som beskrevet ovenfor
- Metode til svøbning af småbørn med tekstil
- Teknik til at slå med en svøbe (pisk)